# Бас-Казаманс
Бас-Казаманс — национальный парк, расположенный недалеко от Уссуйе в Зигиншоре, является одним из шести национальных парков в Сенегале. В настоящее время закрыт.

## История
Парк был создан в 1970 году.

## Характеристика
Он охватывает площадь в 5000 гектаров.
Основными биотопами являются Гвинейские леса и Саваннские леса.

## Фауна
Есть 200 видов птиц и 50 видов млекопитающих, в том числе африканские лесные буйволы, африканские леопарды, Мартышка мона Кэмпбелла, Галаго Демидова и красный колобус.

## Туризм
Парк расположен в 20 километрах от аэропорта «Мыс Скайринг».
Во время Казаманского конфликта, парк, возможно, был заминирован, вследствие чего был закрыт на неопределенный срок.